# Vanessa Hinz
Vanessa Hinz (München, 24 maart 1992) is een voormalig Duitse biatlete. Ze vertegenwoordigde haar land op de Olympische Winterspelen 2018 in Pyeongchang en Olympische Winterspelen 2022 in Peking.

## Carrière
Hinz maakte haar wereldbekerdebuut op 7 maart 2013 in Sotsji. 18 januari 2014 scoorde ze in Rasen-Antholz haar eerste wereldbekerpunt in de 10 km achtervolging. Op 12 december 2014 behaalde de Duitse haar eerste toptienklassering in een wereldbekerwedstrijd, in de 7,5 km sprint van Hochfilzen. Hetzelfde jaar haalde ze op 13 december haar eerste podium door als deel van het Duitse team, samen met Luise Kummer, Franziska Hildebrand en Franziska Preuß de 4×6 km estafette te winnen in Hochfilzen.
Tijdens de wereldkampioenschappen biatlon 2015 in Kontiolahti eindigde Hinz als 44e op de 15 kilometer individueel, als 49e op de 7,5 kilometer sprint en als 37e op de 10 kilometer achtervolging. Op de 4×6 kilometer estafette werd ze samen met Franziska Hildebrand, Franziska Preuß en Laura Dahlmeier wereldkampioen. Op de wereldkampioenschappen biatlon 2016 in Oslo eindigde de Duitse als 37e op de 15 kilometer individueel en als 61e op de 7,5 kilometer sprint. In Hochfilzen nam ze deel aan de wereldkampioenschappen biatlon 2017. Op dit toernooi veroverde ze samen met Laura Dahlmeier, Arnd Peiffer en Simon Schempp de wereldtitel op de gemengde estafette en samen met Maren Hammerschmidt, Franziska Hildebrand en Laura Dahlmeier 4×6 km estafette.
Het seizoen 2017/2018 boekte Hinz haar eerste en enige individuele wereldbeker zege, ze won op 11 maart 2018 de 12,5 km massastart in het Finse Kontiolahti. Dat seizoen nam ze ook deel aan de Olympische winterspelen 2018 in Pyeongchang. Met een 5e plaats in de 7,5 km sprint en een 4e in de gemengde estafette behaalde ze twee Olympische diploma's. Ze eindigde het seizoen als 10e in de wereldbeker eindstand.
Op het wereldkampioenschappen 2020 in Antholz haalde ze haar eerste medaille in een niet-team event, ze werd tweede in de 15 km individueel na Dorothea Wierer.
In 2022 nam ze voor de tweede keer in haar carrière deel aan de Olympische Winterspelen, waar ze een bronzen medaille behaalde samen met Vanessa Voigt, Franziska Preuß en Denise Herrmann.
Het seizoen 2022/2023 kwam Hinz niet meer in actie in de wereldbeker, ze nam deel aan IBU cups, het niveau onder de wereldbeker, en haalde een bronzen medaille op de Europese kampioenschappen biatlon op de 7,5 km sprint in Lenzerheide. Op 4 februari 2023 maakte ze bekend te stoppen als biatlete.

## Resultaten

### Olympische Winterspelen
| Jaar | Plaats      | Onderdeel   | Onderdeel | Onderdeel     | Onderdeel  | Onderdeel | Onderdeel          |
| Jaar | Plaats      | Individueel | Sprint    | Achtervolging | Massastart | Estafette | Gemengde estafette |
| ---- | ----------- | ----------- | --------- | ------------- | ---------- | --------- | ------------------ |
| 2018 | Pyeongchang | –           | 5e        | 13e           | 25e        | –         | 4e                 |
| 2022 | Peking      | 14e         | 55e       | 21e           | 15e        | ↑         | –                  |

### Wereldkampioenschappen
| Jaar | Plaats            | Onderdeel   | Onderdeel | Onderdeel     | Onderdeel  | Onderdeel | Onderdeel          | Onderdeel                 |
| Jaar | Plaats            | Individueel | Sprint    | Achtervolging | Massastart | Estafette | Gemengde estafette | Single gemengde estafette |
| ---- | ----------------- | ----------- | --------- | ------------- | ---------- | --------- | ------------------ | ------------------------- |
| 2015 | Kontiolahti       | 44e         | 48e       | 36e           | –          | Goud      | –                  |                           |
| 2016 | Oslo Holmenkollen | 37e         | 61e       | –             | –          | –         | –                  |                           |
| 2017 | Hochfilzen        | 8e          | 6e        | 20e           | 20e        | Goud      | Goud               |                           |
| 2019 | Östersund         | 19e         | 65e       | –             | –          | 4e        | Zilver             | –                         |
| 2020 | Antholz           | Zilver      | 14e       | 5e            | 17e        | Zilver    | –                  | –                         |
| 2021 | Pokljuka          | 33e         | 12e       | 6e            | 10e        | Zilver    | –                  | –                         |

### Wereldkampioenschappen junioren
| Jaar | Plaats       | Onderdeel   | Onderdeel | Onderdeel     | Onderdeel |
| Jaar | Plaats       | Individueel | Sprint    | Achtervolging | Estafette |
| ---- | ------------ | ----------- | --------- | ------------- | --------- |
| 2013 | Obertilliach | 19e         | 9e        | 4e            | Goud      |

### Wereldbeker
Eindklasseringen
| Seizoen   | Algemeen | Individueel | Sprint | Achtervolging | Massastart |
| --------- | -------- | ----------- | ------ | ------------- | ---------- |
| 2013/2014 | 61e      | –           | 72e    | 51e           | –          |
| 2014/2015 | 19e      | 66e         | 14e    | 18e           | 18e        |
| 2015/2016 | 27e      | 43e         | 25e    | 29e           | 22e        |
| 2016/2017 | 19e      | Zilver      | 33e    | 28e           | 8e         |
| 2017/2018 | 10e      | 47e         | 15e    | 9e            | Brons      |
| 2018/2019 | 27e      | 11e         | 35e    | 30e           | 17e        |
| 2019/2020 | 16e      | 8e          | 19e    | 12e           | 24e        |
| 2020/2021 | 24e      | 32e         | 31e    | 18e           | 23e        |
| 2021/2022 | 26e      | 42e         | 28e    | 23e           | 34e        |

Wereldbekerzeges
| Nr.         | Datum            | Plaats          | Onderdeel               |
| Individueel | Individueel      | Individueel     | Individueel             |
| ----------- | ---------------- | --------------- | ----------------------- |
| 1.          | 11 maart 2018    | Kontiolahti     | 12,5 km massastart      |
| Estafettes  |                  |                 |                         |
| 1.          | 13 december 2014 | Hochfilzen      | 4x6 km estafette        |
| 2.          | 13 maart 2015    | Kontiolahti     | 4x6 km estafette (WK)   |
| 3.          | 11 december 2016 | Pokljuka        | 4x6 km estafette        |
| 4.          | 12 januari 2017  | Ruhpolding      | 4x6 km estafette        |
| 5.          | 22 januari 2017  | Antholz         | 4x6 km estafette        |
| 6.          | 9 februari 2017  | Hochfilzen      | Gemengde estafette (WK) |
| 7.          | 17 februari 2017 | Hochfilzen (WK) | 4x6 km estafette        |
| 8.          | 10 december 2017 | Hochfilzen      | 4x6 km estafette        |
| 9.          | 8 februari 2019  | Canmore         | 4x6 km estafette        |